# 小坂信夫
小坂 信夫（こさか のぶお、1903年1月6日 - 没年不詳）は、日本の俳優である。本名吉満 義雄（よしみつ よしお）。旧芸名小阪 信夫（読み同）。

## 人物・来歴
1903年（明治36年）1月6日、鹿児島県鹿児島市に生まれる。
長じて大阪の帝国キネマ演芸小阪撮影所に入社した。もっとも古い出演記録は、1929年（昭和4年）7月31日に公開された山下秀一監督の『怪談文弥殺し』であり、このとき「小阪 信夫」表記の芸名を使用、同作の公開当時、小坂は満26歳であった。帝国キネマ演芸は1931年（昭和6年）8月28日に新興キネマに改組されたが、小坂は京都の帝国キネマ太秦撮影所を改名した新興キネマに継続入社、同年9月24日に公開された『何が彼女を殺したか』に脇役で出演した。
1935年（昭和10年）12月にマキノ正博が新しく開いたトーキーのための撮影所、マキノトーキー製作所の設立に参加、根岸東一郎監督の現代劇『無鉄砲選手』に出演している。同社は1937年（昭和12年）4月末には解散しており、葉山純之輔ら大半の俳優は新興キネマ京都撮影所（現在の東映京都撮影所）、マキノ正博らは日活京都撮影所（のちの大映京都撮影所、現存せず）に移籍したが、小坂は東京のP.C.L.映画製作所製作、山本嘉次郎監督の『エノケンのちゃっきり金太』に出演し、同社が合併して東宝映画となり、同スタジオが東宝映画東京撮影所（現在の東宝スタジオ）になると、同撮影所の映画に出演した。1939年（昭和14年）には日活多摩川撮影所（のちの大映東京撮影所、現在の角川大映撮影所）、1940年（昭和15年）には大都映画に移籍しており、1942年（昭和17年）1月27日、戦時統合によって大映が設立され、大都映画は合併して巣鴨撮影所は閉鎖されたが、小坂は同社に継続入社する。
第二次世界大戦終結後も、大映東京撮影所に所属したが、1946年（昭和21年）3月7日に公開された牛原虚彦監督の『街の人気者』に満43歳で出演して以降、出演記録は見当たらない。没年不詳。

## おもなフィルモグラフィ
すべてクレジットは「出演」である。公開日の右側には役名、および東京国立近代美術館フィルムセンター（NFC）所蔵等の上映用プリントの現存状況についても記す。同センター等に所蔵されていないものは、とくに1940年代以前の作品についてはほぼ現存しないフィルムである。
- 『怪談文弥殺し』 : 監督山下秀一、1929年7月31日公開 - 田舎侍
- 『何が彼女を殺したか』 : 監督鈴木重吉、1931年9月24日公開 - 刑事
- 『毒草』 : 監督曾根純三、1931年10月15日公開 - 千吉
- 『月魄』 : 監督渡辺新太郎、1932年5月25日公開 - 代書人重沢
- 『霧笛』 : 監督村田実、1934年5月10日公開 - 無頼漢 代官坂の富、94分尺で現存（NFC所蔵[5]）
- 『突破無電』 : 監督村田実、1935年10月15日公開 - 赤井の手下・大曽根
- 『無鉄砲選手』 : 監督根岸東一郎、1935年公開 - 伊勢屋金兵衛、15分の部分が現存（NFC所蔵[5]）
- 『旅の馬鹿安』 : 監督松田定次、1936年2月7日公開 - 鳴戸屋
- 『切られお富』 : 監督広瀬五郎、1936年3月1日公開
- 『鋪道の囁き』 : 監督鈴木伝明、製作加賀ブラザースプロダクション（加賀四郎）、1936年製作、1946年公開 - 新聞記者C、現存（NFC所蔵[5]）
- 『エノケンのちゃっきり金太 前篇 第一話 まゝよ三度笠の巻 第二話 行きはよいよいの巻』 : 監督山本嘉次郎、1937年7月11日公開 - 72分尺で現存（NFC所蔵[7]）
- 『エノケンのちゃっきり金太 後篇 第三話 帰りは怖いの巻 第四話 まてば日和の巻』 : 監督山本嘉次郎、1937年8月1日公開 - 同上
- 『阿部一族』 : 監督熊谷久虎、1938年3月1日公開 - 松野、105分尺で現存（NFC所蔵[5]）
- 『巨人伝』 : 監督伊丹万作、1938年4月11日公開 - 熊吉、127分尺で現存（NFC所蔵[5]）
- 『土と兵隊』 : 監督田坂具隆、1939年10月15日公開 - 古城一等兵、119分尺で現存（NFC所蔵[5]）
- 『瓦版評判男』（『よみうり評判男』） : 監督中島宝三、1941年7月7日公開 - 山下、51分尺で現存（NFC所蔵[5]）
- 『街の人気者』 : 監督牛原虚彦、1946年3月7日公開 - 三五郎、87分尺で現存（NFC所蔵[5]）